# ナイトメア・プロジェクト
ナイトメア・プロジェクトは、株式会社ナイトメアスタジオが運営するゲームブランド。かつてはサン電子の社内で運営されていたが、2021年のナイトメアスタジオ設立に伴い権利が譲渡された。

## 概要
当初は『歪みの国のアリス』をリリースするためのサイトとして立ち上げられ、以後ホラー作品を専門に扱っていたが『オズの国の歩き方』など非ホラー作品もリリースするようになり、ホラーのくくりを外して運営されている。リリースするソフトは主にコマンド選択式のテキストアドベンチャーとなっている。夏と冬にはそれぞれ「真夏のナイトメア」「真冬のナイトメア」と題したイベントがサイト内で開かれ、様々な企画が実施された。
ナイトメア・プロジェクトは2021年9月7日に「株式会社ナイトメアスタジオ」として独立し、同年11月1日にはサン電子からナイトメア・プロジェクトシリーズが譲渡された。これ以降、シリーズのサポートはナイトメアスタジオが行っている。

## 作品

### サン電子時代
以下のほか、2017年には『My Little RED』という作品がBitSummitで出展されたが、発売に至っていない。
- 歪みの国のアリス - 2006年3月9日発売。前編・後編二つのアプリで展開される。
- 一夜怪談 - 2006年9月21日発売。
- seventh blood vampire - 2010年12月2日発売。前編・後編二つのアプリで展開される。
- 迷ヒ家ノ鬼 - 2011年8月18日発売。
- オズの国の歩き方 - 2014年2月14日発売。
- 歪みの国のアリス〜アンコール - 2015年12月22日発売。『歪みの国のアリス』のiOS/Android向けリメイク版。
- 上海 Refresh - 2018年11月29日発売。
- ハウスクリーニングサバイバル - 2021年3月18日発売。

なお、『上海 Refresh』と『ハウスクリーニングサバイバル』は、独立後も引き続きサン電子（サンソフト）が権利を保有している。

### ナイトメアスタジオ時代
- 歪みの国のアリス〜REcollection - 2022年8月25日発売。『歪みの国のアリス』のNintendo Switch/Steam向けリメイク版。
- ミス・テリーラの間違いショット - 2024年11月19日発売。ジャンルはカジュアル間違い探しゲーム[7]。Android対応。

## 関連書籍
- 歪みの国のアリス（2014年8月18日、PHP研究所） - 狐塚冬里によるノベライズ作品。 ISBN 4569819397
- ナイトメア・プロジェクト公式ガイドブック 「歪みの国のアリス」から「オズの国の歩き方」まで（2015年11月25日、PHP研究所） ISBN 456982661X

## CD
- ナイトメア・プロジェクト ミュージックコレクション 歪みの国からオズの国まで（2014年9月22日、SUNSOFT）[8]